# O Abraço Corporativo
O Abraço Corporativo é um documentário satírico brasileiro de 2009, dirigido por Ricardo Kauffmann. O filme acompanha a trajetória real de um consultor de recursos humanos fictício e sua promoção de uma "Teoria do Abraço", questionando a cultura corporativa e a apuração jornalística. O documentário conta com entrevistas de Eugênio Bucci, Bob Fernandes, Contardo Calligaris, Cláudio Lembo, Heródoto Barbeiro e Juca Kfouri.

## Sinopse
Ary Itnem (interpretado por Leonardo Camillo) se apresenta como um consultor de RH, representando uma "Confraria Britânica do Abraço Corporativo". Sua Teoria do Abraço  combateria uma "inércia do afastamento"  que acometeria as pessoas nos tempos atuais, pelo uso de tecnologias, e melhoraria a relação entre elas. Para promover sua "teoria", Itnem realizou sessões de "abraços grátis" na Avenida Paulista. O vídeo da campanha foi enviado para o Youtube, recebendo milhares de visualizações e chamando a atenção da mídia. Itnem passou a ser entrevistado em jornais e programas de televisão, divulgando sua teoria.
Mais tarde se revelaria que nem Ary Itnem (mentiyra, ao contrário) nem a Confraria existiam, expondo a vulnerabilidade da mídia a fraudes, pela falta de apuração jornalística.

## Recepção
O Abraço Corporativo foi exibido na 33ª Mostra Internacional de Cinema de São Paulo, em 2009, recebendo menção honrosa.